# アーティストの受賞とノミネートの一覧
『アーティスト』は、ミシェル・アザナヴィシウス監督、ジャン・デュジャルダンとベレニス・ベジョ出演による、2011年のフランスのロマンティック・コメディ映画であり、本項目ではその受賞とノミネートの一覧を記述する。

## 概要
2011年のカンヌ国際映画祭でプレミア上映され、デュジャルダンが男優賞を受賞した。『アーティスト』は評論家に高評価され、Rotten Tomatoesでは193件のレビューで97%の支持率となっている。また、多くの2011年の映画のトップテン入りを果たしている。2012年3月初旬時点で全世界の興行収入は7879万8305ドルに達している。
『アーティスト』は公開後、キャストの演技、脚本、監督、音楽、撮影、編集、衣裳により様々な賞の候補となった。第84回アカデミー賞では10部門で候補に挙がり、作品賞、監督賞、主演男優賞（デュジャルダン）を含む5部門を受賞した。フランス映画が作品賞を受賞し、また、フランス人が主演男優賞を受賞するのは史上初のことであった。第65回英国アカデミー賞では12部門で候補に挙がり、7部門で受賞した。第69回ゴールデングローブ賞では6部門で候補に挙がり、作品賞（ミュージカル・コメディ部門）、主演男優賞（ミュージカル・コメディ部門）、作曲賞（ルドヴィック・ブールス）を受賞した。『アーティスト』はゴールデングローブ賞の作品賞を受賞した初のフランス映画であり、また、デュジャルダンは、1991年のジェラール・ドパルデュー以来となるフランス人受賞者となった。セザール賞では作品賞を含む6部門を受賞した。

## 受賞とノミネート
| 映画祭・賞                                       | 発表日         | 部門                                     | 対象 | 結果       |
| ------------------------------------------------ | -------------- | ---------------------------------------- | --- | ---------- |
| アカデミー賞                                     | 2012年2月26日  | 作品賞                                   | トマ・ラングマン                                                                                             | 受賞       |
| アカデミー賞                                     | 2012年2月26日  | 監督賞                                   | ミシェル・アザナヴィシウス                                                                                   | 受賞       |
| アカデミー賞                                     | 2012年2月26日  | 主演男優賞                               | ジャン・デュジャルダン                                                                                       | 受賞       |
| アカデミー賞                                     | 2012年2月26日  | 助演女優賞                               | ベレニス・ベジョ                                                                                             | ノミネート |
| アカデミー賞                                     | 2012年2月26日  | 脚本賞                                   | ミシェル・アザナヴィシウス                                                                                   | ノミネート |
| アカデミー賞                                     | 2012年2月26日  | 美術賞                                   | ローレンス・ベネット ロバート・グールド                                                                      | ノミネート |
| アカデミー賞                                     | 2012年2月26日  | 撮影賞                                   | ギョーム・シフマン                                                                                           | ノミネート |
| アカデミー賞                                     | 2012年2月26日  | 作曲賞                                   | ルドヴィック・ブールス                                                                                       | 受賞       |
| アカデミー賞                                     | 2012年2月26日  | 衣裳デザイン賞                           | マーク・ブリッジス                                                                                           | 受賞       |
| アカデミー賞                                     | 2012年2月26日  | 編集賞                                   | アン＝ソフィー・ビオン ミシェル・アザナヴィシウス                                                            | ノミネート |
| EDA賞                                            | 2012年1月10日  | 作品賞                                   | 『アーティスト』                                                                                             | 受賞       |
| EDA賞                                            | 2012年1月10日  | 監督賞                                   | ミシェル・アザナヴィシウス                                                                                   | 受賞       |
| EDA賞                                            | 2012年1月10日  | 主演男優賞                               | ジャン・デュジャルダン                                                                                       | ノミネート |
| EDA賞                                            | 2012年1月10日  | 助演女優賞                               | ベレニス・ベジョ                                                                                             | ノミネート |
| EDA賞                                            | 2012年1月10日  | オリジナル脚本賞                         | ミシェル・アザナヴィシウス                                                                                   | ノミネート |
| EDA賞                                            | 2012年1月10日  | 撮影賞                                   | ギョーム・シフマン                                                                                           | ノミネート |
| EDA賞                                            | 2012年1月10日  | 編集賞                                   | アン＝ソフィー・ビオン ミシェル・アザナヴィシウス                                                            | ノミネート |
| EDA賞                                            | 2012年1月10日  | 音楽賞                                   | ルドヴィック・ブールス                                                                                       | ノミネート |
| EDA賞                                            | 2012年1月10日  | 忘れられない瞬間賞                       | ガラスの音                                                                                                   | 受賞       |
| アメリカ映画編集者協会賞                         | 2012年2月18日  | 長編映画編集賞(コメディ・ミュージカル）  | アン＝ソフィー・ビオン ミシェル・アザナヴィシウス                                                            | 受賞       |
| アメリカン・フィルム・インスティチュート賞       | 2011年12月11日 | AFI特別賞                                | | 受賞       |
| 全米撮影監督協会賞                               | 2012年2月12日  | 長編映画撮影賞                           | ギョーム・シフマン                                                                                           | ノミネート |
| 美術監督組合賞                                   | 2012年2月4日   | ピリオド映画賞                           | ローレンス・ベネット （プロダクションデザイナー）                                                            | ノミネート |
| オースティン映画批評家協会賞                     | 2012年12月28日 | トップ10作品                             | 『アーティスト』                                                                                             | 第6位      |
| オーストラリア映画テレビ芸術アカデミー賞         | 2012年1月27日  | 作品賞（国際部門）                       | 『アーティスト』                                                                                             | 受賞       |
| オーストラリア映画テレビ芸術アカデミー賞         | 2012年1月27日  | 監督賞（国際部門）                       | ミシェル・アザナヴィシウス                                                                                   | 受賞       |
| オーストラリア映画テレビ芸術アカデミー賞         | 2012年1月27日  | 男優賞（国際部門）                       | ジャン・デュジャルダン                                                                                       | 受賞       |
| オーストラリア映画テレビ芸術アカデミー賞         | 2012年1月27日  | 脚本賞（国際部門）                       | ミシェル・アザナヴィシウス                                                                                   | ノミネート |
| 英国アカデミー賞                                 | 2012年2月12日  | 作品賞                                   | 『アーティスト』                                                                                             | 受賞       |
| 英国アカデミー賞                                 | 2012年2月12日  | 監督賞                                   | ミシェル・アザナヴィシウス                                                                                   | 受賞       |
| 英国アカデミー賞                                 | 2012年2月12日  | 主演男優賞                               | ジャン・デュジャルダン                                                                                       | 受賞       |
| 英国アカデミー賞                                 | 2012年2月12日  | 主演女優賞                               | ベレニス・ベジョ                                                                                             | ノミネート |
| 英国アカデミー賞                                 | 2012年2月12日  | オリジナル脚本賞                         | ミシェル・アザナヴィシウス                                                                                   | 受賞       |
| 英国アカデミー賞                                 | 2012年2月12日  | 作曲賞                                   | ルドヴィック・ブールス                                                                                       | 受賞       |
| 英国アカデミー賞                                 | 2012年2月12日  | 撮影賞                                   | ギョーム・シフマン                                                                                           | 受賞       |
| 英国アカデミー賞                                 | 2012年2月12日  | 編集賞                                   | アン＝ソフィー・ビオン ミシェル・アザナヴィシウス                                                            | ノミネート |
| 英国アカデミー賞                                 | 2012年2月12日  | 美術賞                                   | ローレンス・ベネット ロバート・グールド                                                                      | ノミネート |
| 英国アカデミー賞                                 | 2012年2月12日  | 衣裳デザイン賞                           | マーク・ブリッジス                                                                                           | 受賞       |
| 英国アカデミー賞                                 | 2012年2月12日  | 音響賞                                   | Nadine Muse Gérard Lamps Michael Krikorian                                                                   | ノミネート |
| 英国アカデミー賞                                 | 2012年2月12日  | メイクアップ&ヘア賞                      | ジュリー・ヒューイット Cydney Cornell                                                                        | ノミネート |
| ボストン映画批評家協会賞                         | 2011年12月11日 | 作品賞                                   | 『アーティスト』                                                                                             | 受賞       |
| ボストン映画批評家協会賞                         | 2011年12月11日 | 監督賞                                   | ミシェル・アザナヴィシウス                                                                                   | 次点       |
| ボストン映画批評家協会賞                         | 2011年12月11日 | 音楽賞                                   | ルドヴィック・ブールス                                                                                       | 受賞       |
| カンヌ国際映画祭                                 | 2011年5月      | パルム・ドール                           | ミシェル・アザナヴィシウス                                                                                   | ノミネート |
| カンヌ国際映画祭                                 | 2011年5月      | 男優賞                                   | ジャン・デュジャルダン                                                                                       | 受賞       |
| カンヌ国際映画祭                                 | 2011年5月      | パルム・ドッグ賞                         | アギー | 受賞       |
| セントラル・オハイオ映画批評家協会賞             | 2012年1月5日   | 作品賞                                   | 『アーティスト』                                                                                             | ノミネート |
| セザール賞                                       | 2012年2月24日  | 作品賞                                   | 『アーティスト』                                                                                             | 受賞       |
| セザール賞                                       | 2012年2月24日  | 監督賞                                   | ミシェル・アザナヴィシウス                                                                                   | 受賞       |
| セザール賞                                       | 2012年2月24日  | 主演男優賞                               | ジャン・デュジャルダン                                                                                       | ノミネート |
| セザール賞                                       | 2012年2月24日  | 主演女優賞                               | ベレニス・ベジョ                                                                                             | 受賞       |
| セザール賞                                       | 2012年2月24日  | 脚本賞                                   | ミシェル・アザナヴィシウス                                                                                   | ノミネート |
| セザール賞                                       | 2012年2月24日  | 撮影賞                                   | ギョーム・シフマン                                                                                           | 受賞       |
| セザール賞                                       | 2012年2月24日  | 編集賞                                   | アン＝ソフィー・ビオン ミシェル・アザナヴィシウス                                                            | ノミネート |
| セザール賞                                       | 2012年2月24日  | 美術賞                                   | ローレンス・ベネット                                                                                         | 受賞       |
| セザール賞                                       | 2012年2月24日  | 衣裳デザイン賞                           | マーク・ブリッジス                                                                                           | ノミネート |
| セザール賞                                       | 2012年2月24日  | 作曲賞                                   | ルドヴィック・ブールス                                                                                       | 受賞       |
| シカゴ映画批評家協会賞                           | 2012年1月7日   | 作品賞                                   | 『アーティスト』                                                                                             | ノミネート |
| シカゴ映画批評家協会賞                           | 2012年1月7日   | 監督賞                                   | ミシェル・アザナヴィシウス                                                                                   | ノミネート |
| シカゴ映画批評家協会賞                           | 2012年1月7日   | 主演男優賞                               | ジャン・デュジャルダン                                                                                       | ノミネート |
| シカゴ映画批評家協会賞                           | 2012年1月7日   | オリジナル脚本賞                         | ミシェル・アザナヴィシウス                                                                                   | 受賞       |
| シカゴ映画批評家協会賞                           | 2012年1月7日   | 作曲賞                                   | ルドヴィック・ブールス                                                                                       | ノミネート |
| クロトゥルーディス・インディペンデント映画協会賞 | 2012年3月18日  | 作品賞                                   | 『アーティスト』                                                                                             | 受賞       |
| クロトゥルーディス・インディペンデント映画協会賞 | 2012年3月18日  | 監督賞                                   | ミシェル・アザナヴィシウス                                                                                   | ノミネート |
| クロトゥルーディス・インディペンデント映画協会賞 | 2012年3月18日  | 男優賞                                   | ジャン・デュジャルダン                                                                                       | ノミネート |
| クロトゥルーディス・インディペンデント映画協会賞 | 2012年3月18日  | 女優賞                                   | ベレニス・ベジョ                                                                                             | ノミネート |
| クロトゥルーディス・インディペンデント映画協会賞 | 2012年3月18日  | 撮影賞                                   | ギョーム・シフマン                                                                                           | 受賞       |
| クロトゥルーディス・インディペンデント映画協会賞 | 2012年3月18日  | 美術賞                                   | | 受賞       |
| クロトゥルーディス・インディペンデント映画協会賞 | 2012年3月18日  | アンサンブル・キャスト賞                 | | ノミネート |
| クリティクス・チョイス・アワード                 | 2012年1月12日  | 作品賞                                   | 『アーティスト』                                                                                             | 受賞       |
| クリティクス・チョイス・アワード                 | 2012年1月12日  | 主演男優賞                               | ジャン・デュジャルダン                                                                                       | ノミネート |
| クリティクス・チョイス・アワード                 | 2012年1月12日  | 助演女優賞                               | ベレニス・ベジョ                                                                                             | ノミネート |
| クリティクス・チョイス・アワード                 | 2012年1月12日  | アンサンブル演技賞                       | | ノミネート |
| クリティクス・チョイス・アワード                 | 2012年1月12日  | 監督賞                                   | ミシェル・アザナヴィシウス                                                                                   | 受賞       |
| クリティクス・チョイス・アワード                 | 2012年1月12日  | オリジナル脚本賞                         | ミシェル・アザナヴィシウス                                                                                   | ノミネート |
| クリティクス・チョイス・アワード                 | 2012年1月12日  | 撮影賞                                   | ギョーム・シフマン                                                                                           | ノミネート |
| クリティクス・チョイス・アワード                 | 2012年1月12日  | 美術賞                                   | ローレンス・ベネット ジョージ・S・フーパー                                                                   | ノミネート |
| クリティクス・チョイス・アワード                 | 2012年1月12日  | 編集賞                                   | ミシェル・アザナヴィシウス アン＝ソフィー・ビオン                                                            | ノミネート |
| クリティクス・チョイス・アワード                 | 2012年1月12日  | 衣裳デザイン賞                           | マーク・ブリッジス                                                                                           | 受賞       |
| クリティクス・チョイス・アワード                 | 2012年1月12日  | 作曲賞                                   | ルドヴィック・ブールス                                                                                       | 受賞       |
| デンバー映画批評家協会賞                         | 2012年1月9日   | 作品賞                                   | 『アーティスト』                                                                                             | ノミネート |
| デンバー映画批評家協会賞                         | 2012年1月9日   | 監督賞                                   | ミシェル・アザナヴィシウス （テレンス・マリックとタイ）                                                      | 受賞       |
| デンバー映画批評家協会賞                         | 2012年1月9日   | 主演男優賞                               | ジャン・デュジャルダン                                                                                       | ノミネート |
| デンバー映画批評家協会賞                         | 2012年1月9日   | 作曲賞                                   | ルドヴィック・ブールス                                                                                       | 受賞       |
| デトロイト映画批評家協会賞                       | 2011年12月16日 | 作品賞                                   | 『アーティスト』                                                                                             | 受賞       |
| デトロイト映画批評家協会賞                       | 2011年12月16日 | 監督賞                                   | ミシェル・アザナヴィシウス                                                                                   | 受賞       |
| デトロイト映画批評家協会賞                       | 2011年12月16日 | 主演男優賞                               | ジャン・デュジャルダン                                                                                       | ノミネート |
| デトロイト映画批評家協会賞                       | 2011年12月16日 | 助演女優賞                               | ベレニス・ベジョ                                                                                             | ノミネート |
| デトロイト映画批評家協会賞                       | 2011年12月16日 | 脚本賞                                   | ミシェル・アザナヴィシウス                                                                                   | ノミネート |
| 全米監督協会賞                                   | 2012年1月28日  | 劇場映画監督賞                           | ミシェル・アザナヴィシウス                                                                                   | 受賞       |
| ヨーロッパ映画賞                                 | 2011年12月3日  | 作品賞                                   | 『アーティスト』                                                                                             | ノミネート |
| ヨーロッパ映画賞                                 | 2011年12月3日  | 作曲賞                                   | ルドヴィック・ブールス                                                                                       | 受賞       |
| ヨーロッパ映画賞                                 | 2011年12月3日  | 撮影賞                                   | ギョーム・シフマン                                                                                           | ノミネート |
| フロリダ映画批評家協会賞                         | 2011年12月19日 | オリジナル脚本賞                         | ミシェル・アザナヴィシウス                                                                                   | 受賞       |
| ジョージア映画批評家協会賞                       | 2012年1月17日  | 助演女優賞                               | ベレニス・ベジョ                                                                                             | ノミネート |
| ジョージア映画批評家協会賞                       | 2012年1月17日  | オリジナル脚本賞                         | ミシェル・アザナヴィシウス                                                                                   | ノミネート |
| ジョージア映画批評家協会賞                       | 2012年1月17日  | 美術監督賞                               | | ノミネート |
| ゴールデン・カラー賞                             | 2012年2月13日  | 劇場映画犬賞                             | アギー | 受賞       |
| ゴールデングローブ賞                             | 2012年1月15日  | 作品賞（ミュージカル・コメディ部門）     | 『アーティスト』                                                                                             | 受賞       |
| ゴールデングローブ賞                             | 2012年1月15日  | 主演男優賞（ミュージカル・コメディ部門） | ジャン・デュジャルダン                                                                                       | 受賞       |
| ゴールデングローブ賞                             | 2012年1月15日  | 助演女優賞                               | ベレニス・ベジョ                                                                                             | ノミネート |
| ゴールデングローブ賞                             | 2012年1月15日  | 監督賞                                   | ミシェル・アザナヴィシウス                                                                                   | ノミネート |
| ゴールデングローブ賞                             | 2012年1月15日  | 脚本賞                                   | ミシェル・アザナヴィシウス                                                                                   | ノミネート |
| ゴールデングローブ賞                             | 2012年1月15日  | 作曲賞                                   | ルドヴィック・ブールス                                                                                       | 受賞       |
| ゴヤ賞                                           | 2012年2月19日  | ヨーロッパ映画賞                         | | 受賞       |
| ヒューストン映画批評家協会賞                     | 2011年12月14日 | 作品賞                                   | 『アーティスト』                                                                                             | ノミネート |
| ヒューストン映画批評家協会賞                     | 2011年12月14日 | 監督賞                                   | ミシェル・アザナヴィシウス                                                                                   | ノミネート |
| ヒューストン映画批評家協会賞                     | 2011年12月14日 | 主演男優賞                               | ジャン・デュジャルダン                                                                                       | ノミネート |
| ヒューストン映画批評家協会賞                     | 2011年12月14日 | 脚本賞                                   | ミシェル・アザナヴィシウス                                                                                   | ノミネート |
| ヒューストン映画批評家協会賞                     | 2011年12月14日 | 撮影賞                                   | ギョーム・シフマン                                                                                           | ノミネート |
| ヒューストン映画批評家協会賞                     | 2011年12月14日 | 音楽賞                                   | ルドヴィック・ブールス                                                                                       | 受賞       |
| ヒューストン映画批評家協会賞                     | 2011年12月14日 | 外国映画賞                               | 『アーティスト』                                                                                             | ノミネート |
| インディペンデント・スピリット賞                 | 2012年2月25日  | 作品賞                                   | 『アーティスト』                                                                                             | 受賞       |
| インディペンデント・スピリット賞                 | 2012年2月25日  | 監督賞                                   | ミシェル・アザナヴィシウス                                                                                   | 受賞       |
| インディペンデント・スピリット賞                 | 2012年2月25日  | 脚本賞                                   | ミシェル・アザナヴィシウス                                                                                   | ノミネート |
| インディペンデント・スピリット賞                 | 2012年2月25日  | 主演男優賞                               | ジャン・デュジャルダン                                                                                       | 受賞       |
| インディペンデント・スピリット賞                 | 2012年2月25日  | 撮影賞                                   | ギョーム・シフマン                                                                                           | 受賞       |
| アイオワ映画批評家協会賞                         | 2012年1月16日  | 作品賞                                   | 『アーティスト』                                                                                             | ノミネート |
| アイオワ映画批評家協会賞                         | 2012年1月16日  | 監督賞                                   | ミシェル・アザナヴィシウス                                                                                   | ノミネート |
| アイオワ映画批評家協会賞                         | 2012年1月16日  | 主演男優賞                               | ジャン・デュジャルダン                                                                                       | ノミネート |
| ラスベガス映画批評家協会賞                       | 2011年12月13日 | 作品賞                                   | 『アーティスト』                                                                                             | 受賞       |
| ラスベガス映画批評家協会賞                       | 2011年12月13日 | 主演男優賞                               | ジャン・デュジャルダン                                                                                       | 受賞       |
| ラスベガス映画批評家協会賞                       | 2011年12月13日 | 衣裳デザイン賞                           | マーク・ブリッジス                                                                                           | 受賞       |
| ラスベガス映画批評家協会賞                       | 2011年12月13日 | 美術監督賞                               | ジョージ・S・フーパー                                                                                        | 受賞       |
| ラスベガス映画批評家協会賞                       | 2011年12月13日 | 音楽賞                                   | ルドヴィック・ブールス                                                                                       | 受賞       |
| リーズ国際映画祭                                 | 2011年11月21日 | 公式選出観客賞                           | | 受賞       |
| ロンドン映画批評家協会賞                         | 2012年1月19日  | 作品賞                                   | 『アーティスト』                                                                                             | 受賞       |
| ロンドン映画批評家協会賞                         | 2012年1月19日  | 主演男優賞                               | ジャン・デュジャルダン                                                                                       | 受賞       |
| ロンドン映画批評家協会賞                         | 2012年1月19日  | 監督賞                                   | ミシェル・アザナヴィシウス                                                                                   | 受賞       |
| ロンドン映画批評家協会賞                         | 2012年1月19日  | 脚本賞                                   | ミシェル・アザナヴィシウス                                                                                   | ノミネート |
| ニューヨーク映画批評家協会賞賞                   | 2011年11月29日 | 作品賞                                   | 『アーティスト』                                                                                             | 受賞       |
| ニューヨーク映画批評家協会賞賞                   | 2011年11月29日 | 監督賞                                   | ミシェル・アザナヴィシウス                                                                                   | 受賞       |
| ニューヨーク映画批評家協会賞賞                   | 2011年11月29日 | 主演男優賞                               | ジャン・デュジャルダン                                                                                       | ノミネート |
| ニューヨーク映画批評家オンライン賞               | 2011年12月11日 | 作品賞                                   | 『アーティスト』                                                                                             | 受賞       |
| ニューヨーク映画批評家オンライン賞               | 2011年12月11日 | 監督賞                                   | ミシェル・アザナヴィシウス                                                                                   | 受賞       |
| ニューヨーク映画批評家オンライン賞               | 2011年12月11日 | 作曲賞                                   | ルドヴィック・ブールス                                                                                       | 受賞       |
| オクラホマ映画批評家協会賞                       | 2011年12月23日 | 作品賞                                   | 『アーティスト』                                                                                             | 受賞       |
| オクラホマ映画批評家協会賞                       | 2011年12月23日 | 監督賞                                   | ミシェル・アザナヴィシウス                                                                                   | 受賞       |
| オクラホマ映画批評家協会賞                       | 2011年12月23日 | オリジナル脚本賞                         | ミシェル・アザナヴィシウス                                                                                   | 受賞       |
| オンライン映画批評家協会賞                       | 2012年1月2日   | 作品賞                                   | 『アーティスト』                                                                                             | ノミネート |
| オンライン映画批評家協会賞                       | 2012年1月2日   | 監督賞                                   | ミシェル・アザナヴィシウス                                                                                   | ノミネート |
| オンライン映画批評家協会賞                       | 2012年1月2日   | 主演男優賞                               | ジャン・デュジャルダン                                                                                       | ノミネート |
| オンライン映画批評家協会賞                       | 2012年1月2日   | 撮影賞                                   | | ノミネート |
| フェニックス映画批評家協会賞                     | 2011年12月27日 | 作品賞                                   | 『アーティスト』                                                                                             | 受賞       |
| フェニックス映画批評家協会賞                     | 2011年12月27日 | 監督賞                                   | ミシェル・アザナヴィシウス                                                                                   | 受賞       |
| フェニックス映画批評家協会賞                     | 2011年12月27日 | 主演男優賞                               | ジャン・デュジャルダン                                                                                       | 受賞       |
| フェニックス映画批評家協会賞                     | 2011年12月27日 | 助演女優賞                               | ベレニス・ベジョ                                                                                             | 受賞       |
| フェニックス映画批評家協会賞                     | 2011年12月27日 | オリジナル脚本賞                         | | 受賞       |
| フェニックス映画批評家協会賞                     | 2011年12月27日 | 作曲賞                                   | | 受賞       |
| フェニックス映画批評家協会賞                     | 2011年12月27日 | 撮影賞                                   | | ノミネート |
| フェニックス映画批評家協会賞                     | 2011年12月27日 | 編集賞                                   | | 受賞       |
| フェニックス映画批評家協会賞                     | 2011年12月27日 | 美術賞                                   | | ノミネート |
| フェニックス映画批評家協会賞                     | 2011年12月27日 | 衣裳デザイン賞                           | | 受賞       |
| フェニックス映画批評家協会賞                     | 2011年12月27日 | ブレイクスルー監督賞                     | ミシェル・アザナヴィシウス                                                                                   | 受賞       |
| 全米製作者組合賞                                 | 2012年1月21日  | 劇場映画賞                               | トマ・ラングマン                                                                                             | 受賞       |
| サン・セバスティアン国際映画祭                   | 2011年9月      | 観客賞                                   | | 受賞       |
| サンタバーバラ国際映画祭                         | 2012年2月4日   | 映画ヴァンガード賞                       | | 受賞       |
| サンディエゴ映画批評家協会賞                     | 2012年12月14日 | 作品賞                                   | 『アーティスト』                                                                                             | ノミネート |
| サンディエゴ映画批評家協会賞                     | 2012年12月14日 | 監督賞                                   | ミシェル・アザナヴィシウス                                                                                   | ノミネート |
| サンディエゴ映画批評家協会賞                     | 2012年12月14日 | 主演男優賞                               | ジャン・デュジャルダン                                                                                       | ノミネート |
| サンディエゴ映画批評家協会賞                     | 2012年12月14日 | 助演女優賞                               | ベレニス・ベジョ                                                                                             | ノミネート |
| サンディエゴ映画批評家協会賞                     | 2012年12月14日 | オリジナル脚本賞                         | ミシェル・アザナヴィシウス                                                                                   | ノミネート |
| サンディエゴ映画批評家協会賞                     | 2012年12月14日 | 撮影賞                                   | ギョーム・シフマン                                                                                           | ノミネート |
| サンディエゴ映画批評家協会賞                     | 2012年12月14日 | 編集賞                                   | アン＝ソフィー・ビオン ミシェル・アザナヴィシウス                                                            | ノミネート |
| サンディエゴ映画批評家協会賞                     | 2012年12月14日 | 美術賞                                   | ローレンス・ベネット                                                                                         | ノミネート |
| サンディエゴ映画批評家協会賞                     | 2012年12月14日 | 音楽賞                                   | ルドヴィック・ブールス                                                                                       | ノミネート |
| サテライト賞                                     | 2011年12月19日 | 作品賞                                   | 『アーティスト』                                                                                             | ノミネート |
| サテライト賞                                     | 2011年12月19日 | 監督賞                                   | ミシェル・アザナヴィシウス                                                                                   | ノミネート |
| サテライト賞                                     | 2011年12月19日 | オリジナル脚本賞                         | ミシェル・アザナヴィシウス                                                                                   | ノミネート |
| サテライト賞                                     | 2011年12月19日 | 撮影賞                                   | ギョーム・シフマン                                                                                           | ノミネート |
| サテライト賞                                     | 2011年12月19日 | 美術賞                                   | ローレンス・ベネット ジョージ・S・フーパー                                                                   | 受賞       |
| サテライト賞                                     | 2011年12月19日 | 衣裳デザイン賞                           | マーク・ブリッジス                                                                                           | ノミネート |
| 全米映画俳優組合賞                               | 2012年1月29日  | キャスト賞                               | ベレニス・ベジョ ジャン・デュジャルダン ジェームズ・クロムウェル ジョン・グッドマン ペネロープ・アン・ミラー | ノミネート |
| 全米映画俳優組合賞                               | 2012年1月29日  | 主演男優賞                               | ジャン・デュジャルダン                                                                                       | 受賞       |
| 全米映画俳優組合賞                               | 2012年1月29日  | 助演女優賞                               | ベレニス・ベジョ                                                                                             | ノミネート |
| サウスイースタン映画批評家協会賞                 | 2011年12月19日 | 作品賞                                   | 『アーティスト』                                                                                             | ノミネート |
| サウスイースタン映画批評家協会賞                 | 2011年12月19日 | 監督賞                                   | ミシェル・アザナヴィシウス                                                                                   | ノミネート |
| サウスイースタン映画批評家協会賞                 | 2011年12月19日 | オリジナル脚本賞                         | ミシェル・アザナヴィシウス                                                                                   | ノミネート |
| セントルイス映画批評家協会賞                     | 2011年12月19日 | 作品賞                                   | 『アーティスト』                                                                                             | 受賞       |
| セントルイス映画批評家協会賞                     | 2011年12月19日 | 監督賞                                   | ミシェル・アザナヴィシウス                                                                                   | 受賞       |
| セントルイス映画批評家協会賞                     | 2011年12月19日 | 助演女優賞                               | ベレニス・ベジョ                                                                                             | 受賞       |
| セントルイス映画批評家協会賞                     | 2011年12月19日 | オリジナル脚本賞                         | ミシェル・アザナヴィシウス                                                                                   | 受賞       |
| セントルイス映画批評家協会賞                     | 2011年12月19日 | 音楽賞                                   | | 受賞       |
| セントルイス映画批評家協会賞                     | 2011年12月19日 | 場面賞                                   | ダンス・シーン・フィナーレ                                                                                   | ノミネート |
| トロント映画批評家協会賞                         | 2011年12月14日 | 作品賞                                   | | ノミネート |
| トロント映画批評家協会賞                         | 2011年12月14日 | 監督賞                                   | ミシェル・アザナヴィシウス                                                                                   | ノミネート |
| ユタ映画批評家協会賞                             | 2012年12月22日 | 作品賞                                   | | ノミネート |
| ユタ映画批評家協会賞                             | 2012年12月22日 | 監督賞                                   | ミシェル・アザナヴィシウス                                                                                   | 受賞       |
| ユタ映画批評家協会賞                             | 2012年12月22日 | 主演男優賞                               | ジャン・デュジャルダン                                                                                       | ノミネート |
| バンクーバー映画批評家協会賞                     | 2011年1月9日   | 作品賞                                   | 『アーティスト』                                                                                             | 受賞       |
| バンクーバー映画批評家協会賞                     | 2011年1月9日   | 主演男優賞                               | ジャン・デュジャルダン                                                                                       | ノミネート |
| バンクーバー映画批評家協会賞                     | 2011年1月9日   | 監督賞                                   | ミシェル・アザナヴィシウス                                                                                   | ノミネート |
| バンクーバー映画批評家協会賞                     | 2011年1月9日   | 脚本賞                                   | ミシェル・アザナヴィシウス                                                                                   | 受賞       |
| ワシントンD.C.映画批評家協会賞                   | 2011年12月5日  | 作品賞                                   | 『アーティスト』                                                                                             | 受賞       |
| ワシントンD.C.映画批評家協会賞                   | 2011年12月5日  | 監督賞                                   | ミシェル・アザナヴィシウス                                                                                   | ノミネート |
| ワシントンD.C.映画批評家協会賞                   | 2011年12月5日  | 主演男優賞                               | ジャン・デュジャルダン                                                                                       | ノミネート |
| ワシントンD.C.映画批評家協会賞                   | 2011年12月5日  | 助演女優賞                               | ベレニス・ベジョ                                                                                             | ノミネート |
| ワシントンD.C.映画批評家協会賞                   | 2011年12月5日  | 美術監督賞                               | ローレンス・ベネット ジョージ・S・フーパー                                                                   | ノミネート |
| ワシントンD.C.映画批評家協会賞                   | 2011年12月5日  | 撮影賞                                   | ギョーム・シフマン                                                                                           | ノミネート |
| ワシントンD.C.映画批評家協会賞                   | 2011年12月5日  | 作曲賞                                   | ルドヴィック・ブールス                                                                                       | 受賞       |
| 女性映画批評家協会賞                             | 2011年12月19日 | 主演男優賞                               | ジャン・デュジャルダン                                                                                       | ノミネート |
| 女性映画批評家協会賞                             | 2011年12月19日 | スクリーン・カップル賞                   | ジャン・デュジャルダン ベレニス・ベジョ                                                                      | 受賞       |